# Jonathan Ciavattella
Jonathan Ciavattella (1981) es un deportista italiano que compitió en triatlón. Ganó una medalla de plata en el Campeonato Europeo de Triatlón de 2010, en la prueba de relevo mixto.

## Palmarés internacional
| Campeonato Europeo | Campeonato Europeo | Campeonato Europeo | Campeonato Europeo |
| Año                | Lugar              | Medalla            | Prueba             |
| ------------------ | ------------------ | ------------------ | ------------------ |
| 2010               | Athlone (Irlanda)  | Medalla de plata   | Relevo mixto       |